# Podgorje (Orebić)
Podgorje falu Horvátországban, Dubrovnik-Neretva megyében. Közigazgatásilag Orebićhez tartozik.

## Fekvése
Makarskától légvonalban 36 km-re délkeletre, Dubrovnik városától légvonalban 84, közúton 113 km-re északnyugatra, községközpontjától 1 km-re északnyugatra, a Pelješac-félsziget nyugati részén, a Szent Illés-hegy déli lábánál fekszik.

## Története
A település feletti ókori erőd maradványai igazolják, hogy e területnek már ősidők óta stratégiai jelentősége volt. Pogorje maga egy régi középkori település. Plébániáját 1475-ben alapították és Szent Vid tiszteletére szentelték. 1638-ban a plébánia titulusát Kármeni Boldogasszonyra változtatták, mivel a plébániatemplom Karmenen állt. A plébánia központja csak 1855-ben került át Orebićre. A település 14. századtól a 18. század végéig a Raguzai Köztársasághoz tartozott. 1806-ban a Raguzai Köztársaságot legyőző franciák uralma alá került, de Napóleon bukása után 1815-ben a berlini kongresszus a Habsburgoknak ítélte. 1857-ben 259, 1910-ben 248 lakosa volt. 1918-ban az új szerb-horvát-szlovén állam, majd később Jugoszlávia része lett. 2011-ben a településnek 171 lakosa volt. Lakói az orebići Keresztények Segítője plébániához tartoztak.

## Népesség
| Lakosság változása | Lakosság változása | Lakosság változása | Lakosság változása | Lakosság változása | Lakosság változása | Lakosság változása | Lakosság változása | Lakosság változása | Lakosság változása | Lakosság változása | Lakosság változása | Lakosság változása | Lakosság változása | Lakosság változása | Lakosság változása |
| ------------------ | ------------------ | ------------------ | ------------------ | ------------------ | ------------------ | ------------------ | ------------------ | ------------------ | ------------------ | ------------------ | ------------------ | ------------------ | ------------------ | ------------------ | ------------------ |
| 1857               | 1869               | 1880               | 1890               | 1900               | 1910               | 1921               | 1931               | 1948               | 1953               | 1961               | 1971               | 1981               | 1991               | 2001               | 2011               |
| 259                | 258                | 293                | 295                | 271                | 248                | 161                | 175                | 220                | 219                | 240                | 169                | 161                | 151                | 156                | 171                |

## Nevezetességei
- A település feletti dombon egy tágas erődítmény maradványai találhatók, melynek falai különösen az északi oldalon jó állapotban maradtak fenn. Fekvése, alaprajza és szerkezete alapján a szakemberek korát a késő ókorra teszik.
- A Karmeni Boldogasszony templom[4] egykor a térség plébániatemploma volt. A 17. század első felében építették. Két oltárát a Cvitković család emeltette. A templom körül évszázados ciprusok állnak. Tőle délre rusztikus loggia látható, ahol régen a csoportos összejöveteleket tartották. A templomtól mintegy ötven méterre északnyugatra találhatók az egykori trstenicai kapitányok palotájának romjai a 14. század első feléből. A Raguzai Köztársaság idejében a kapitány volt a hatalom helyi képviselője. A templomtól délre lépcsősor vezet Karmen faluba.
- Az Angyalok királynője kolostorhoz a Bellevue szállodától gyalogút vezet. A kolostort a 15. században, 1470 körül építették. Felszentelése a templom sekrestyéjének bejárata feletti felirat szerint 1534-ben történt. A Raguzai Köztársaság idejében innét tartották szemmel a Pelješjki-csatornán haladó forgalmat. A kolostorban az épület sok évszázados múltját idéző tárgyakból, a 17. században tengerészek által készíttetett fogadalmi képekből található gyűjteményes kiállítás. A kolostor Nagyboldogasszony templomának van egy művészi értékű Szűz Mária képe és értékei között meg említeni a Badija szigeti csodatevő keresztet. A kolostor története során jelentékeny szerepet játszott a térség lelki és kulturális életében. Ezen kívül falai védelmet nyújtottak a környező települések lakosságának a kalózok támadásai ellen.
- A Szent Rókus kápolnát a 17. században építették. Közelében egykor néhány sír is volt. Ezt is megemlíti Gozza püspök 1625 és 1628 között végzett itteni vizitációja során, valamint 1636-ban egy itt tartott esküvő alkalmából is írnak róla.

## Gazdaság
A település lakóinak fő bevételi forrása a mezőgazdaság és a turizmus.